# شهریارک فاتو هیوا
شهریارک فاتو هیوا (نام علمی: Pomarea whitneyi) نام یک گونه از سرده شهریارک‌های سیاه است.